# SMTP-Auth
SMTP-Auth (SMTP-Authentifizierung, auch als ASMTP bezeichnet) ist eine Erweiterung des ESMTP-Protokolls, die einem Mailserver eine Authentifizierung des Clients anhand seines Nutzernamens und Kennworts ermöglicht.
Über einen SMTP-Auth-fähigen Server können normalerweise nur noch authentifizierte Absender Mails weiterleiten, was dazu beiträgt, den Missbrauch des Mailservers für Spam zu verhindern. Weiterleiten bezeichnet dabei das Versenden einer E-Mail an Empfänger außerhalb der Zuständigkeit des verwendeten Mailservers (siehe SMTP-Relay-Server). Gleichzeitig kann in den Log-Dateien nachvollzogen werden, wer einen SMTP-Server zum Mailrelay genutzt hat.
Ursprünglich definierte RFC 2554 die SMTP Service Extension for Authentication als ein Profil vom Simple Authentication and Security Layer (SASL). Daraus ergaben sich verschiedene Authentifizierungsmechanismen.
Laut RFC 4954 von 2007 enthält die Extension nur noch ein Profil vom SASL und gibt dessen Mechanismus PLAIN in Verbindung mit Transport Layer Security (TLS) zu ermöglichen vor. Die alternativen Mechanismen im SASL sind nur noch zusätzlich erlaubt, und der Server muss nun auf einer Verschlüsselung bestehen.
Der Server bietet deshalb möglicherweise verschiedene Authentifizierungsmechanismen an, wovon sich der Client einen aussucht. Der Server stellt dem Client daraufhin je nach Mechanismus einen Challenge oder weist ihn zum Fortfahren an.

## Authentifizierungs-Verfahren
Je nach SMTP-Server und dessen Konfiguration werden verschiedene Verfahren durch den Server angeboten.

### PLAIN
Die PLAIN-Authentifizierung ist im RFC 4616 standardisiert. Hierbei wird Benutzername (zur Autorisierung), Benutzername (zur Authentifizierung) und Passwort unverschlüsselt übertragen. Die drei Zeichenketten werden in einer Zeichenkette zusammengefasst und Base64-kodiert.

### LOGIN
Bei der LOGIN-Authentifizierung wird wie bei der PLAIN-Authentifizierung der Benutzername und das Passwort unverschlüsselt Base64-kodiert übertragen. Im Unterschied zur PLAIN-Authentifizierung werden die beiden Zeichenketten in zwei Schritten übertragen.

### CRAM-MD5
Die CRAM-MD5-Authentifizierung ist im RFC 2195 standardisiert.

### SCRAM-SHA-1
Die SCRAM-SHA-1-Authentifizierung ist im RFC 5802 standardisiert.

### NTLM
Die Authentifizierung erfolgt über NTLM.

## Beispiel
Die folgende ESMTP-Session in Klartext und mit unverschlüsselten LOGIN-Verfahren demonstriert die Authentifizierung. Bei produktiven Mailservern sollte die gezeigte Übertragung sensibler Daten in Klartext nicht angewendet werden und beispielsweise vor der Authentifizierung mittels STARTTLS auf eine verschlüsselte Kommunikation gewechselt werden.
| > 220 mail.example.org ESMTP < EHLO example.net > 250-example.org Hello example.net > 250 AUTH CRAM-MD5 LOGIN PLAIN < AUTH LOGIN > 334 VXNlcm5hbWU6 < aGFucw= > 334 UGFzc3dvcmQ6 < c2Nobml0emVsbWl0a2FydG9mZmVsc2FsYXQ= > 235 ok < MAIL FROM:<hans@example.net> > 250 ok < RCPT TO:<fritz@example.org> > 250 ok < DATA > 354 Go ahead. < From:<hans@example.net> < To:<fritz@example.org> < Subject: Hallo < < Hallo Fritz. < . > 250 Mail delivered. < QUIT | Klartext (base64 decoded) 334 Username: hans 334 Password: schnitzelmitkartoffelsalat |